# Friggitrice ad aria

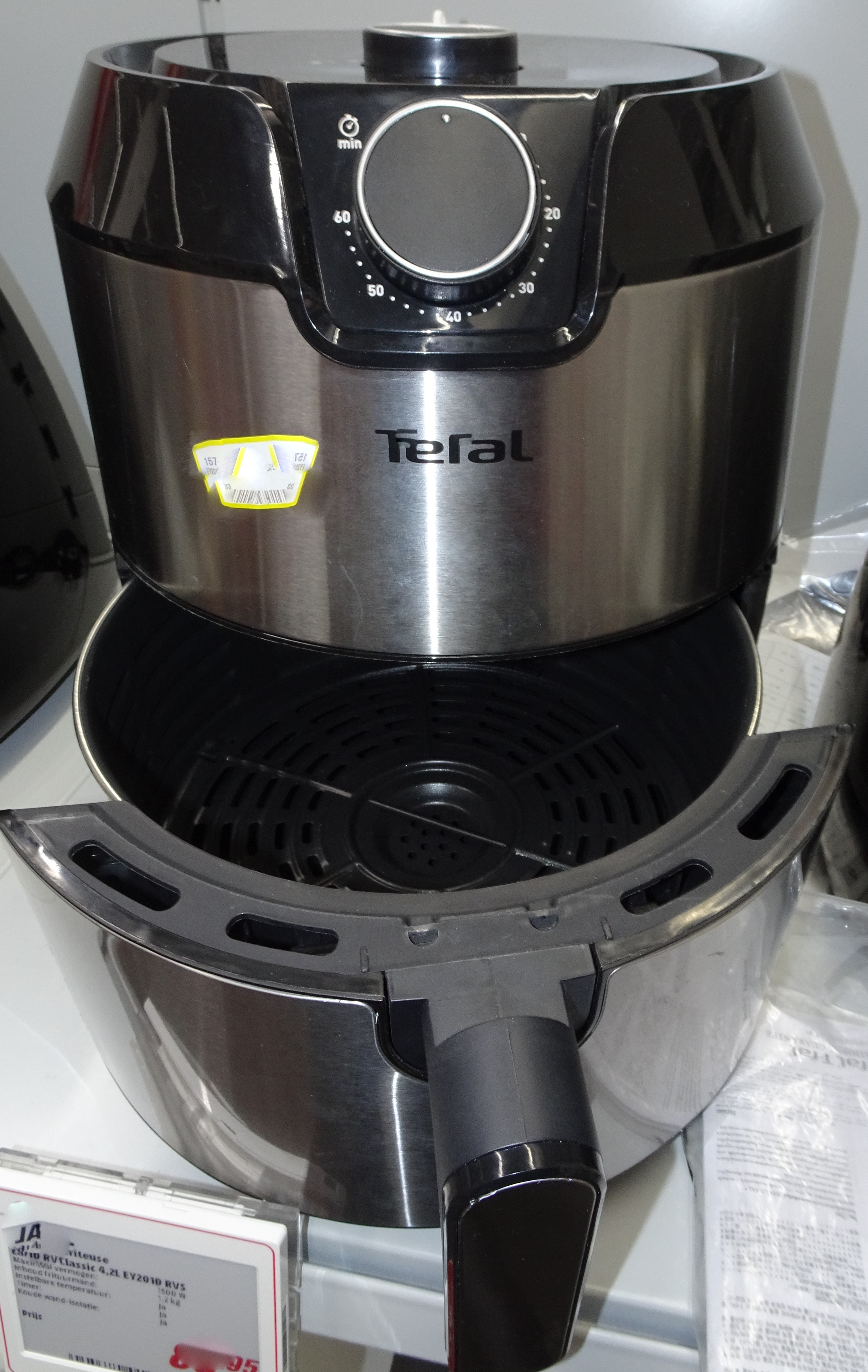
Una friggitrice ad aria

Una friggitrice ad aria è un piccolo forno ventilato a convezione da banco progettato per simulare la frittura senza immergere il cibo nell'olio. Una ventola fa circolare l'aria calda ad alta velocità, producendo uno strato croccante tramite reazioni di imbrunimento come la reazione di Maillard.

## Funzionamento
Un elemento riscaldante posto all'interno della camera di cottura vicino al cibo irradia calore, e una ventola fa circolare l'aria. C'è una presa d'aria sulla parte superiore e uno scarico sul retro che controlla la temperatura facendo fuoriuscire l'aria calda in eccesso. Le temperature possono arrivare fino a 230 °C a seconda del modello; la potenza va da 900 fino a 3000 W. 
I metodi di frittura tradizionali richiedono di immergere completamente gli alimenti in olio caldo che, portato a temperature comprese tra 140 e 165 °C, induce l'effetto Maillard. La friggitrice ad aria avvia questa reazione facendo circolare l'aria riscaldata ed è in grado di dorare cibi come patatine, pollo, pesce, bistecche, cheeseburger o pasticcini senza (o quasi) l'uso dell'olio . L'olio pertanto non va versato, poiché potrebbe bruciare e poiché l'apparecchio non è predisposto per contenerlo, ma è possibile ungere leggermente i cibi crudi prima di introdurli per ottenere un risultato più simile alla normale frittura. Il gusto e la consistenza dei cibi fritti con i metodi tradizionali non sono identici rispetto a quelli cotti con tecniche di frittura ad aria, perché l'olio adoperato nella frittura tradizionale penetra negli alimenti (o nella pastella, se usata) e conferisce ad essi il proprio sapore.

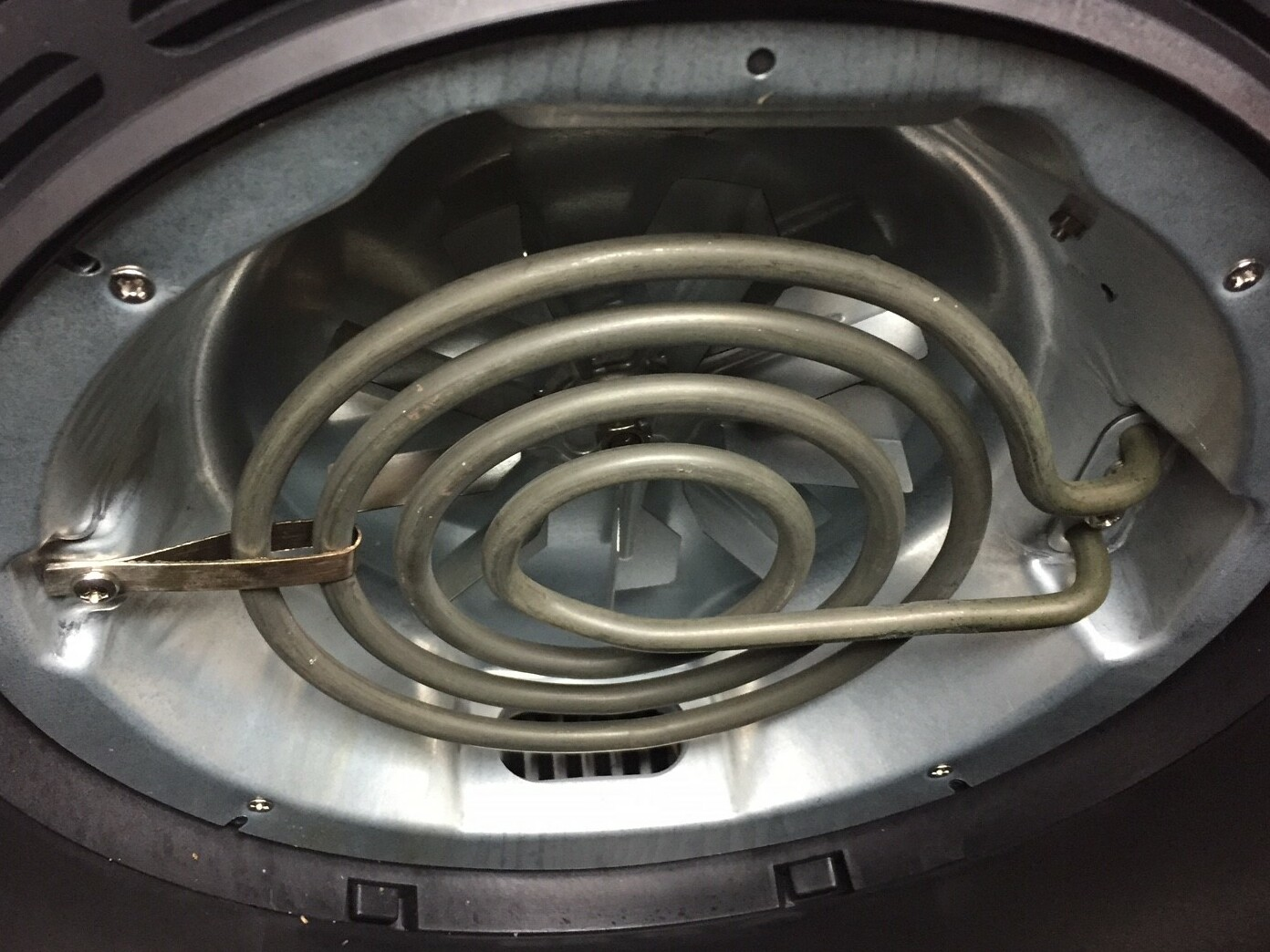
Interno di una friggitrice ad aria

I tempi di cottura, che variano a seconda del modello e dell'alimento, normalmente si riducono del 20% rispetto ai forni tradizionali grazie alle ridotte dimensioni delle friggitrici ad aria. La maggior parte delle friggitrici ad aria sono provviste da un regolatore della temperatura e un timer che consentono una cottura precisa. Il cibo viene cotto in un cestello che si trova sopra una leccarda. Il cestello e il suo contenuto devono essere periodicamente agitati dall'utente per garantire una cottura uniforme e una migliore distribuzione dell'eventuale olio usato per ungere; i modelli di fascia alta incorporano un agitatore automatico che scuote continuamente il cibo durante la cottura. I forni a convezione e le friggitrici ad aria sono simili nel modo in cui cuociono il cibo, ma le friggitrici ad aria hanno generalmente una capacità inferiore.
Se il cibo è rivestito solo con una pastella umida senza una barriera esterna (ad esempio, un rivestimento secco fatto dal pangrattato premuto saldamente), la ventola della friggitrice ad aria può soffiare via la copertura.
Alcune friggitrici ad aria sono dotate di accessori aggiuntivi per specifici tipi di cottura, come teglie per pizza, griglie per spiedini, contenitori per grigliate e torte.

## Friggitrice ad aria a cassetto o fornetto: le differenze
Le friggitrici ad aria si dividono in due categorie: a cassetto e a fornetto.
Le prime sono chiamate così perché vengono aperte e chiuse attraverso un cestello con manico. Hanno l'elemento riscaldante posto sempre e solo nella parte superiore, dove si trova anche la ventola che spinge l'aria surriscaldata verso il basso, garantendo il flusso a 360°.
Le seconde hanno una forma che ricorda quella dei forni tradizionali, con uno sportello a ribalta attraverso il quale si introduce il cibo. Altra differenza è il volume: quelle a cassetto attualmente si fermano intorno agli 8 L, mentre quelle a fornetto arrivano anche ai 30 L. Inoltre, quelle a fornetto sono spesso dotate di girarrosto per preparare pollo e carne oppure gli spiedini.
Alcune friggitrici ad aria a fornetto hanno introdotto la doppia resistenza: contengono elementi riscaldanti sia nella parte superiore sia nella parte inferiore dell'apparecchio. Possono essere impiegate anche per preparare i lievitati, come pizze, focacce, pane, per mezzo del calore proveniente anche dal basso, oltre che dall'alto.